# サンデープロジェクト
『サンデープロジェクト』（英称:SUNDAY PROJECT）は、テレビ朝日と朝日放送（現：朝日放送テレビ）の共同制作により、テレビ信州・福井放送を含むテレビ朝日系列で1989年4月2日から2010年3月28日まで毎週日曜 10:00 - 11:45（日本標準時）に生放送で放送されていた報道・政治討論番組である。略称は「サンプロ」。公式ホームページ開設から一時期、トップページ上に「日曜日の朝は、ニッポンを考えよう!!」のキャッチコピーを掲げていたことがある。

## 概要
NHKの『日曜討論』などと同様に、政治家たちが本音で語り合う（とされている）討論形式を売りにしている。1987年のTBS『サンデーモーニング』に続く形で開始された各局の日曜午前中の報道系番組の一つである。
田原総一朗が総合司会を務める討論番組『朝まで生テレビ!』の成功を受けて、1週間のニュースを振り返る形式の先行番組の『サンデーモーニング』よりテーマを絞る形で本番組が企画された。放送開始時の視聴率は5.5%（NHKの『日曜討論』の視聴率と同程度）だったがその後視聴率は次第に上昇していき、1990年代に入ると常に『日曜討論』を上回る数値を記録するようになった。番組の成功によりフジテレビも政治討論の生番組『報道2001』を開始し、NHKも『日曜討論』を録画から生放送に切り替えるなどの影響を及ぼした。
2009年2月22日の放送で放送1000回を、同年4月で放送開始20周年をそれぞれ迎えた長寿番組であった。これによって、日曜日のテレビ朝日系レギュラー番組で放送開始から20年以上続く長寿番組はそれまでの4本から5本に増えた（うち2本は朝日放送単独制作）。
討論を進行する田原は、言質を取られまいとする政治家を挑発して追及するスタイルを取ったが、野党の政治家やゲストを含む評論家は田原と一緒に好き勝手に発言する傾向があった。
レギュラー・コメンテーターを含む経済分野の評論家は、フジテレビの『報道2001』やテレビ東京の『ワールドビジネスサテライト』の出演者と重複することが多く、島田晴雄・竹中平蔵・森永卓郎などのいわゆるタレント・エコノミスト、牛尾治朗や稲盛和夫などのタレント財界人を輩出し、牛尾や竹中が政府中枢に食い込む踏み台のひとつとなった。
番組での各党党首・幹事長・政調会長クラスの発言はニュース・新聞記事などで報道され政局を左右することから、「サンプロ現象」という流行語を生み出した。
政治家に与える影響は少なからずあり、番組内で政府の施策を執拗に攻撃するゲストのリチャード・クーに対して、返答に窮した山崎拓はその場しのぎに政府の顧問になってもらうと応じ、リチャード・クーは形骸的だが政府の顧問に任用された。また、田原は番組内で「○○さん、言いたいことがあったら電話くらはい」と首相や大臣をしきりに挑発した。実際に宮澤喜一が財務大臣のときに番組中に電話してきたことがあった。
番組後半はVTR取材による特集コーナー。前半の中心は「討論」であるため、その分特集にはコストがかけられている。
番組開始当初は視聴者を代表する存在ということで総合司会に芸能人を起用していたが、2006年秋以降はテレビ朝日と朝日放送の局アナウンサーが総合司会を務める形になった（就任当時）。さらに2007年秋以降は、男女総合司会の双方がテレビ朝日の局アナとなった。
番組開始当初は、政治や社会といった硬派なコーナー一色でなくワイドショー的な番組構成だった。東尾修をコメンテーターにしたプロ野球コーナーや、女性レポーターが当時テレビで使われ始めたSNGシステム（A-SAT）による全国各地の風光明媚な場所から中継を行なうコーナーがあった。SNGシステムを使用したのは、本番組が初で、従来は生中継が不可能と言われた秘境の瀞峡からの生中継も実現した。「普通のおばさんになりたい」と歌手を一時引退していた都はるみも「普通のおばさん代表」として、ワイドショー的な切り口のコーナーでコメンテーターを務めていた。田原のコーナーも当初は「田原総一朗のエキサイティング・インタビュー」（後に「エキサイティング・マッチ」→「ザッツ・エキサイティング」に改題）というそれらのコーナーの中にある15分の一コーナーに過ぎずゲストも政治家だけでなく話題の人物を呼んでいたが、政治家の生出演が人気となり田原のインタビューと討論が番組のメインになった。

### 制作体制
本番組は、レギュラー番組としては初のテレビ朝日と朝日放送の共同制作、共同セールス番組であった。
朝日放送側が編集長を出しており、関西からの情報発信ということで、番組開始時には、島田紳助、高坂正堯、都はるみは京都府出身、司会の小西克哉と磯部典子は大阪府出身、その他にも田原総一朗や東尾修ら関西出身者が出演者の多くを占めていた。
2006年10月から2007年9月まで1年間総合司会を務めた赤江珠緒は最初の半年間は朝日放送から出向する形で出演していた（それ以前も赤江は『スーパーモーニング』で2003年7月から2006年3月にも朝日放送からの出向出演という形で総合司会を担当したことがある）。
朝日放送では7・8月の日曜日に夏の高校野球大阪大会（記念大会は北大阪大会・南大阪大会）の準決勝・決勝開催時や夏の高校野球全国大会開催時でも朝日放送は本番組を休止していたが、この場合でもテレビ朝日・朝日放送の共同制作となっていた。ただし、振り替え放送は基本的に行われなかった（朝日ニュースターで見ることができた）。

### 番組終了とその後
2009年12月25日、テレビ朝日が2010年3月限りでの終了を発表し、同年3月28日の放送をもって終了。21年の歴史に幕を下ろした。後番組は小宮悦子を総合司会とした報道番組『サンデー・フロントライン』となり、田原はBS朝日の新討論番組『激論!クロスファイア』へ出演することになったほか、寺崎は『ワイド!スクランブル』に専念となった。なお、小川は『-フロントライン』でもそのまま続投した。
また、テレビ朝日との共同制作で参加していた朝日放送はこの本番組の終了と共に共同制作から外れ、『-フロントライン』からはテレビ朝日の単独制作となった。このため、1986年秋の改編で『文珍・頭の新体操』が終了した後の日曜10時台前半における30分枠として分割スタートした『世界名画の旅』以来、23年半続いた朝日放送制作枠を事実上テレビ朝日に返上するため、朝日放送制作全国ネット枠が1本減ることになった。
本番組を11時半飛び降りネットで行っていたクロスネット局の福井放送は本番組終了時点ではネットされていたが、『-フロントライン』はネットされずこの本番組が放送されていた時間帯は日本テレビ『誰だって波瀾爆笑』の遅れネットといったローカルセールス編成に変更となった。
因みにこの本番組が放送されていた時間帯は現在では原則として完全なローカルセールス枠という編成となっている。

## 出演者

### 歴代総合司会
| 期間 | 期間       | 男性              | 女性       |
| --- | ---------- | ----------------- | ---------- |
| 1989.4.2 | 1989.9.24  | 島田紳助 小西克哉 | 磯部典子   |
| 1989.10.1 | 1992.9.27  | 島田紳助          | 畑恵1      |
| 1992.10.4 | 2001.12.23 | 島田紳助          | 宮田佳代子 |
| 2002.1.6 | 2002.6.30  | 島田紳助          | 中井亜希2  |
| 2002.7.7 | 2004.3.28  | 島田紳助          | 宮田佳代子 |
| 2004.4.4 | 2006.9.24  | うじきつよし      | 宮田佳代子 |
| 2006.10.1 | 2007.9.30  | 寺崎貴司          | 赤江珠緒3  |
| 2007.10.7 | 2010.3.28  | 寺崎貴司          | 小川彩佳4  |
| - 1 1989年10月から1990年9月まで土曜夕方の『鳥越&畑 ザ・スクープ』、1990年10月から1992年9月まで『530ステーション』と兼務。 - 2 宮田の産休に伴う代理。 - 3 2007年3月までは朝日放送アナウンサーとして出演していた。 - 4 『サンデー・フロントライン』も続投。 |            |                   |            |

### 討論ホスト
- 田原総一朗

### コメンテーター

#### 放送終了時点
- 財部誠一（経済ジャーナリスト）
- 高野孟（インサイダー編集長）
- 渡部恒雄（東京財団上席研究員）
- 星浩（朝日新聞編集委員）

#### 放送終了以前に降板
- 吉崎達彦
- 高坂正堯
- 東尾修（当時はテレビ朝日の解説者）
- 山本和行（当時は朝日放送の解説者。東尾の代理で数回出演）
- 都はるみ
- 松原聡
- 水野隆徳
- 草野厚
- 金子勝

### ナレーター
- 斉藤茂一
- 篠原まさのり
- 生野文治

ほか

## 話題となった発言
- 1996年8月25日の放送で、当時新党さきがけに所属していた鳩山由紀夫がさきがけを離党して立ち上げる予定だった新党（旧民主党）にさきがけ代表の武村正義を受け入れないことを表明。この発言が翌日の新聞各紙の一面を飾り、後に「排除の論理」として流行語になった。「排除の論理」は、その年の新語・流行語大賞を受賞している[11][12]。
- 1998年7月5日の放送で第18回参議院議員通常選挙中に橋本龍太郎内閣総理大臣が出演し、恒久減税について追及する田原に橋本は発言のブレを見せる。これが国民に不信感を抱かせて当初は自民党の勝利が予想されていたにもかかわらず、自民党が敗北した原因になったと、田原をはじめとする出演者、読売新聞、朝日新聞、産経新聞、日本経済新聞など新聞各紙が解説している[13][14][15][16][17]。
- 2001年9月9日の放送で、冒頭部でゲスト出演の舛添要一と田原があさひ銀行と大和銀行の合併（前日の大和銀行との合併報道を受けたもの）とあさひ銀行の中間配当見送りについて「この先持たない（近々破綻する）」趣旨で対談したが、翌日9月10日付けであさひ銀行がその内容について先の2名とテレビ朝日に対して謝罪を要求し、従わぬ場合は民事訴訟を提起する旨の抗議文を送付した旨のプレスリリースを発表。結果、翌週放送時の冒頭でテレビ朝日アナウンサーが誤った内容である旨の謝罪文を読み上げ、田原総一朗も謝罪のコメントを発した。（→りそな銀行#沿革） しかしながら2003年5月に両行が合併したりそな銀行は予備的注入措置により実質国有化された。
- 2005年1月23日、田原総一朗と高野孟の発言が部落解放同盟の糾弾を受けた。詳細は、サンデープロジェクト糾弾事件を参照。
- 2006年10月15日、自由民主党の中川昭一政調会長が、日本が核兵器を保有することについての論議をすべきと述べた。与党の有力政治家が公の場でこうした発言をするのは初めてであり、問題発言だとして中川は与野党から批判が浴びせられた[18]。

## 放送時間
- ANN系列各局（フルネット24局・1991年3月31日までのテレビ信州）
  - 日曜 10:00 - 11:45
  - ただし、放送初期、九州地方（九州朝日放送・長崎文化放送・熊本朝日放送・鹿児島放送）では編成都合のため11:30で飛び降りていた。
- 福井放送（NNN・ANNクロスネット局）
  - 日曜 10:00 - 11:30（11:30から『NNN昼のニュース』→『NNNニュースダッシュ』→『NNNニュースD』→『NNNストレイトニュース』を同時ネットするため途中飛び降り）
  - 毎年8月の『24時間テレビ 「愛は地球を救う」』放送時も、同番組を一旦飛び降りた上でネットしていた。ただし、同時間帯に日本テレビ系列がオリンピックなどの国際的なスポーツ中継を組んだ場合は本番組を臨時にネット返上とした上で、日本テレビのオリンピック中継などのネットを優先していた。
- 朝日ニュースター（CSデジタル放送）
  - 日曜 20:45 - 22:30

## 同局の他の討論番組
- 朝まで生テレビ!（田原が討論の司会進行を担当）
- ビートたけしのTVタックル（討論バラエティ番組）

## 日曜日放送の他局の討論番組
- 時事放談（TBS系列〈一部の地域を除く〉）
- 新報道2001（フジテレビ系列）
- 日曜討論（NHK総合テレビ・ラジオ第1）
- 新世紀歓談（テレビ東京）

## ネット局
| 放送対象地域   | 放送局                                            | 系列                          | ネット状況                 | 備考      |
| -------------- | ------------------------------------------------- | ----------------------------- | -------------------------- | --------- |
| 関東広域圏     | テレビ朝日（EX）                                  | テレビ朝日系列                | 共同制作局                 |           |
| 近畿広域圏     | 朝日放送（ABC）                                   | テレビ朝日系列                | 共同制作局                 | [ 注 3 ]  |
| 北海道         | 北海道テレビ（HTB）                               | テレビ朝日系列                | 同時フルネット             |           |
| 青森県         | 青森朝日放送（ABA）                               | テレビ朝日系列                | 同時フルネット             | [ 注 4 ]  |
| 岩手県         | 岩手朝日テレビ（IAT）                             | テレビ朝日系列                | 同時フルネット             | [ 注 5 ]  |
| 宮城県         | 東日本放送（KHB）                                 | テレビ朝日系列                | 同時フルネット             |           |
| 秋田県         | 秋田朝日放送（AAB）                               | テレビ朝日系列                | 同時フルネット             | [ 注 6 ]  |
| 山形県         | 山形テレビ（YTS）                                 | テレビ朝日系列                | 同時フルネット             | [ 注 7 ]  |
| 福島県         | 福島放送（KFB）                                   | テレビ朝日系列                | 同時フルネット             |           |
| 新潟県         | 新潟テレビ21（UX）                                | テレビ朝日系列                | 同時フルネット             |           |
| 長野県         | テレビ信州（TSB）                                 | 日本テレビ系列 テレビ朝日系列 | 同時フルネット             | [ 注 10 ] |
| 長野県         | 長野朝日放送（abn）                               | テレビ朝日系列                | 同時フルネット             | [ 注 11 ] |
| 静岡県         | 静岡けんみんテレビ（SKT） →静岡朝日テレビ（SATV） | テレビ朝日系列                | 同時フルネット             |           |
| 石川県         | 北陸朝日放送（HAB）                               | テレビ朝日系列                | 同時フルネット             | [ 注 4 ]  |
| 福井県         | 福井放送（FBC）                                   | 日本テレビ系列 テレビ朝日系列 | 同時ネット（途中飛び降り） |           |
| 中京広域圏     | 名古屋テレビ（メ〜テレ/NBN）                      | テレビ朝日系列                | 同時フルネット             |           |
| 広島県         | 広島ホームテレビ（HOME）                          | テレビ朝日系列                | 同時フルネット             |           |
| 山口県         | 山口朝日放送（yab）                               | テレビ朝日系列                | 同時フルネット             | [ 注 15 ] |
| 香川県・岡山県 | 瀬戸内海放送（KSB）                               | テレビ朝日系列                | 同時フルネット             |           |
| 愛媛県         | 愛媛朝日テレビ（eat）                             | テレビ朝日系列                | 同時フルネット             | [ 注 16 ] |
| 福岡県         | 九州朝日放送（KBC）                               | テレビ朝日系列                | 同時フルネット             |           |
| 長崎県         | 長崎文化放送（NCC）                               | テレビ朝日系列                | 同時フルネット             | [ 注 17 ] |
| 熊本県         | 熊本朝日放送（KAB）                               | テレビ朝日系列                | 同時フルネット             | [ 注 18 ] |
| 大分県         | 大分朝日放送（OAB）                               | テレビ朝日系列                | 同時フルネット             | [ 注 15 ] |
| 鹿児島県       | 鹿児島放送（KKB）                                 | テレビ朝日系列                | 同時フルネット             |           |
| 沖縄県         | 琉球朝日放送（QAB）                               | テレビ朝日系列                | 同時フルネット             | [ 注 19 ] |

## スタッフ
- 制作協力：タキオン、FLEX、VIVIA（テレビ朝日映像）
- 協力：ANN系列各社
- 制作：テレビ朝日、朝日放送